# Vittoria D'Incecco
Vittoria D'Incecco (Pescara, 27 gennaio 1956) è una politica italiana.

## Biografia
Laureata in medicina e chirurgia, specializzata in reumatologia; è medico di medicina generale.
Alle elezioni politiche del 2008 viene candidato alla Camera dei deputati, tra le liste del Partito Democratico (PD) nella circoscrizione Abruzzo in quinta posizione, venendo eletta per la prima volta deputata come ultima degli eletti. Nella XVI legislatura della Repubblica è stata componente della 12ª Commissione Affari sociali.
Alle elezioni politiche del 2013 viene ricandidata alla Camera, tra le liste del PD nella medesima circoscrizione in sesta posizione, venendo rieletta deputata. Nella XVII legislatura della Repubblica è stata componente della 12ª Commissione Affari sociali e della Commissione parlamentare per l'infanzia e l'adolescenza.
Non si ricandida più in Parlamento alle elezioni politiche del 2018.
Alle elezioni regionali in Abruzzo del 10 febbraio 2019 si è candidata in consiglio regionale nella lista dei Centristi per l'Europa di Pier Ferdinando Casini in provincia di Pescara, ma non viene eletta.